# Přirozenost
Přirozenost (řecky fysis, lat. natura, srov. s českým nátura) je podstata, trvalá struktura jsoucna, pokud je základem či pevnou součástí jeho chování.
Tento pochází z aristotelské filozofie (spolu s techné) a tvoří jeden ze základů filozofické antropologie. Původně však termín pochází z presókratického myšlení autorů jako Hérakleitos, Démokritos nebo Empedoklés. První výskyt je v Homérově Odyssei, když bůh Hermés vytrhává ze země rostlinu a ukazuje Odysseovi její kořen a popisuje jeho účinek, tak je použito výrazu fysis.
Autoři jako Johannes Scotus Eriugena či Baruch Spinoza později rozlišují natura naturata (příroda/přirozenost stvořená) a natura naturans (příroda/přirozenost tvořící), jíž je bůh.

## Přirozenost v teologii

### Christologická kontroverze
Pojem přirozenosti byl klíčovým také v teologických debatách 4. a 5. století, kdy se církev a teologové zabývali osobou Ježíše Krista. Chalkedonský koncil se v tomto sporu vyslovil v tom smyslu, že Ježíš Kristus byl zároveň Bůh i člověk, tedy že se v osobě Ježíše z Nazareta spojila božská přirozenost s přirozeností lidskou (viz hypostatická unie).

### Přirozenost a milost
Člověk je podle křesťanské teologie schopen přijmout Boží sebesdílení a sebedarování, to je jednou z hlavních vlastností jeho přirozenosti. Středověká filozofie pak tuto zásadu vyjadřuje ve rčení: gratia supponit naturam (milost předpokládá přirozenost) – člověk není schopen přijmout boží sdělení či dar, pokud k tomu není disponován.

### Přirozenost u Karla Rahnera
Pojem přirozenosti je také důležitým v teologii Karla Rahnera. U něj je přirozenost základní charakteristikou vlastní člověku; vyznačuje se především otevřeností vůči transcendenci. V této otevřenosti je člověk schopen sdílet Boha ve svobodné milosti.